# آيت خطايا (تمزكدوين)
آيت خطايا هي إحدى مشيخات المملكة المغربية، تتبع جغرافيا لإقليم شيشاوة وإداريًا لتمزكدوين. يقدر عدد سكانها بـ 1000 نسمة حسب الإحصاء الرسمي للسكان والسكنى لسنة 2004.